# 麦地那龙线虫病
麦地那龙线虫病，又名几内亚线虫病（GWD），是龙线虫感染所引发的疾病。人类饮用不洁净的水后，如果水中含有感染了龙线虫幼虫的水蚤，就会受到感染。患者起初没有症状。大约一年后，母虫通常会在下肢的皮肤上形成水疱，患者因此感到痛苦和灼烧。之后线虫会用数周时间从皮肤中逐渐脱出。这段时间内，患者行动与工作可能会受到很大困扰。该病极少导致患者死亡。
人类是唯一已知能被龙线虫感染的动物。龙线虫粗约1到2毫米，雌性成虫体长60到100厘米之间（雄性则要短得多）。在人体体外，龙线虫卵最长可存活三个星期。在此期间，虫卵需被水蚤吞食。虫卵可在水蚤内继续存活长达四个月的时间。因此，该疾病若要保持存在，则必须每年都在人体中进行致病。对该疾病的诊断，通常可根据其症状和体征进行判断。
对该疾病进行早期诊断，并防止患者伤口接触饮用水可起到预防作用。其他预防措施包括：改善洁净水供应，对非洁净水进行过滤。使用布料进行过滤通常就可起到效果。受污染的饮用水可用化学品双硫磷进行处理，以消灭幼虫。龙线虫病没有药物或疫苗可用。线虫可用小棍花数周时间缓慢卷出。线虫脱出形成的溃疡可能会遭受细菌感染。龙线虫脱出数月后，患者可能依然感到疼痛。
龙线虫病2013年共报告148起病例，较1986年350万起病例大幅减少。该病80年代在20多个国家中存在，现仅存在于3個非洲国家。其中，南苏丹病况最为严重。龙线虫病很有可能成为第一个被消灭的寄生虫病。龙线虫病在古代就已为人知晓。公元前1550年的埃及医书埃伯斯纸草卷就提到了该病。龙线虫病的名称源自拉丁语 “小龙带来的苦恼”，而“几内亚虫”这个名称，出现在欧洲人17世纪于西非沿岸的几内亚目睹该疾病之后。一种类似于龙线虫的物种会在其他动物中致病。该物种没有感染人类的迹象。龙线虫病被列入被忽视热带病中。

## 外部連結
- 世界衛生組織 （页面存档备份，存于）
- .   [2012-08-02]. （原始内容存档于2008-10-24） （中文（繁體））.